# Oliver Schawe

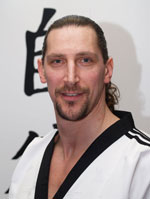
Oliver Schawe

Oliver Schawe (* 12. März 1969 in Osnabrück) ist ehemaliger Weltmeister im Kickboxen im Weltverband WKA und Weltcupsieger im Taekwondo. Er ist Träger des 7. Dan im Taekwondo und des 6. Dan im Kickboxen.

## Sportlaufbahn
Der gelernte Sportphysiotherapeut begann schon im Alter von zehn Jahren mit dem Kampfsport Taekwondo im ITF System und Kickboxen, wo er schon früh erste Erfolge auf Turnieren erzielte. Später wechselte er dann zum Taekwondo Verband WTF (World Taekwondo Federation, der Weltverband, der den olympischen Stil vertritt). Hier konnte er weitere internationale Erfolge verbuchen und 1992 sogar an den Olympischen Spielen in Barcelona teilnehmen und den 4. Platz erringen.
Beachtenswert in der Sportlaufbahn von Schawe ist, dass er mehrfacher Sieger gegen koreanische Gegner war und erster Europäer, der gegen Korea durch technischen K. o. gewann (Madrid 1990). Dies auch noch mit gebrochener Nase. Von 1990 bis 1992 war er Mitglied der Sportkompanie der Bundeswehr in Sonthofen. 1995 gründete er in Vechta den Verein Taekwondo Oldenburger Münsterland e.V., in dem er einige Jahre als Trainer unterrichtete und zahlreichen erfolgreiche Sportler hervorbrachte. Seit 2003 betreibt der 206 cm große Sportler im Zentrum von Wallenhorst bei Osnabrück eine Kampfsportschule, in der sowohl Kickboxen, Taekwondo, K-1 als auch Selbstverteidigung unterrichtet werden.
Oliver Schawe hat den Kampfnamen „The Highlander“. Dieser Name wurde ihm vom damaligen DTU-Bundestrainer Helmut Gärtner gegeben.

## Erfolge als Wettkämpfer
Als Schwergewichtler war Schawe mehrere Jahre Mitglied der deutschen Taekwondo-Nationalmannschaft der Deutschen Taekwondo Union. In seiner aktiven Wettkampfzeit konnte er zahlreiche nationale und internationale Titel in mehreren Kampfdisziplinen erringen:
- Sieger der US OPEN 2015 im Kickboxen Orlando
- Sieger der Vegas Open 2015 im Kickboxen Las Vegas
- Weltmeister der ISKA im Kickboxen 2015 Portugal
- 2-facher Weltmeister der WKU im Kickboxen 2014 London, England
- Weltmeister der WKA im Kickboxen 2012 Orlando (Veteranen ü35 +85 kg)
- 2-facher Schlagkraft – Weltmeister und Weltrekordhalter (1200 kg Schlagkraft), 2011 WKA-Weltmeisterschaft in Karlsruhe
- Weltmeister der WKA im Kickboxen 2009 Huelva, Spanien
- Weltmeister der WKA im Kickboxen 2008 Orlando
- Weltmeister der WKA im TEAM Kickboxen 2008 Orlando
- Weltmeister im Kickboxen, 1987 Augsburg
- Welt-Cup Sieger im Taekwon-Do, 1990 Madrid (Spanien)
- Sieger der World Best Player Championships, 1997 Taekwon-Do Portland/Seattle (USA)
- Vizeweltmeister im Taekwon-Do, 1991 Athen (Griechenland)
- Europameister im Taekwon-Do, 1992 Valencia (Spanien)
- 3. Platz Welt-Cup Taekwon-Do, 1991 Zagreb (Kroatien)
- 4. Platz, Olympische Sommerspiele Taekwon-Do, 1992 Barcelona (Spanien)
- 4. Platz Europameisterschaft im Kick-Boxen, 1986 Münster
- Sieger der Dacascos Open Championships, 1987 Hamburg
- Internationaler Deutscher Meister Taekwon-Do, 1990
- Internationaler Deutscher Meister Kickboxen, 1987, 2000
- Internationaler Österreichischer Meister Taekwon-Do, 1989
- Internationaler Luxemburgischer Meister Taekwon-Do, 1989
- Internationaler Holländischer Meister Taekwon-Do, 1992
- Mehrfacher Deutscher Meister im Taekwon-Do und Kick-Boxen
- Mehrfacher Norddeutscher Meister und Landesmeister
- Deutschlandpokal Sieger, 1987